# الکتروافشانه

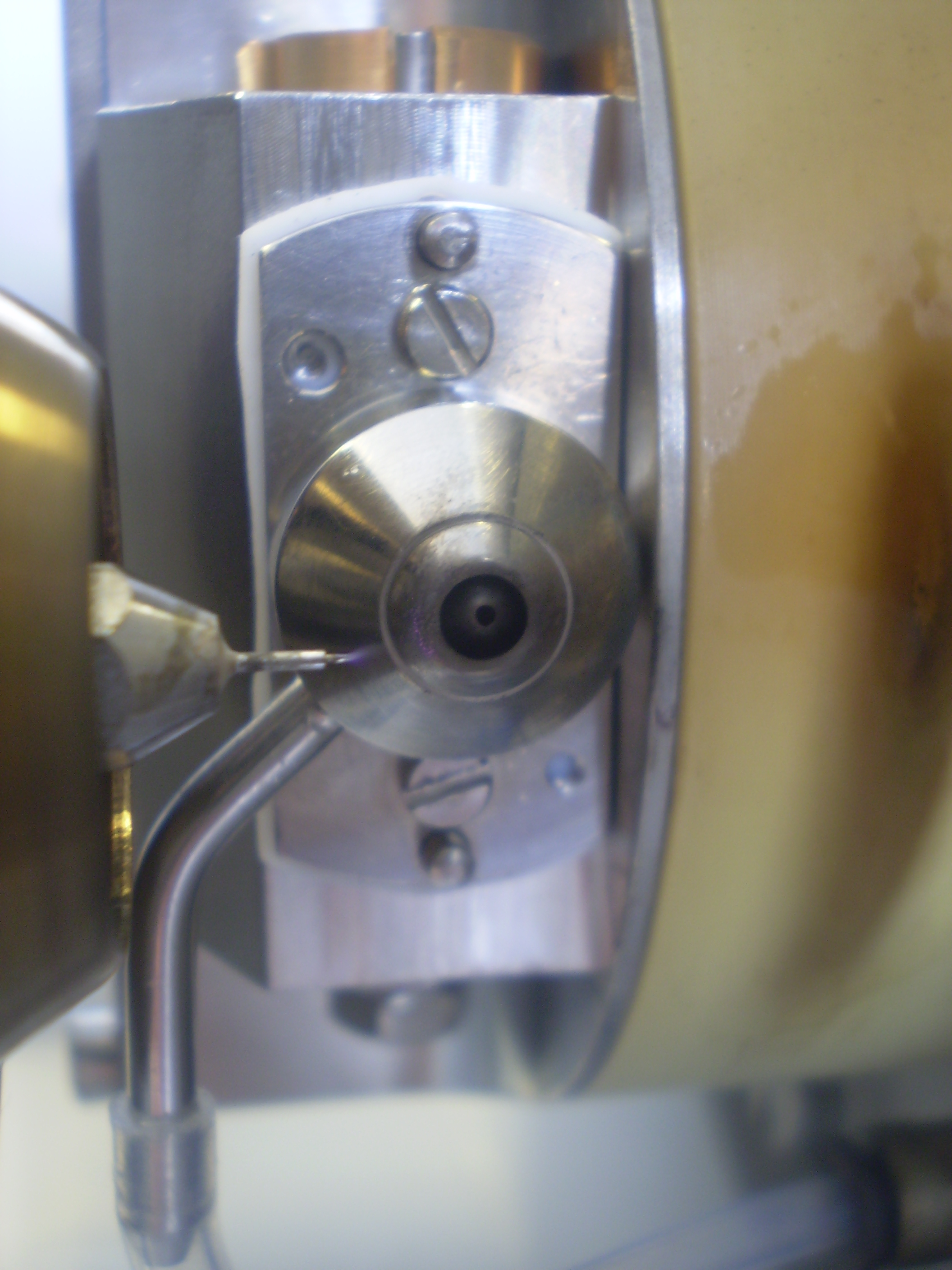
الکتروافشانه

الکترواسپری وسیله‌ای است که از میدان الکتریکی برای ایجاد آیروسول (قطرات و جت + قطرات در حالت جت مخروطی شکل) استفاده می‌کند. ولتاژ بالا به مایع عرضه شده از طریق تخلیه کننده (معمولاً یک سوزن شیشه ای یا فلزی) اعمال می‌شود. در حالت ایده‌آل مایعی که به نوک تخلیه کننده می‌رسد، مخروطی تیلور را تشکیل می‌دهد، که از طریق راس آن جت مایع را تخلیه می‌کند. امواج واریسی روی سطح جت منجر به تشکیل قطرات مایع کوچک و شارژ بسیار می‌شوند که به دلیل دفع کولن (یکای بار الکتریکی) به صورت شعاعی پراکنده می‌شوند.

## تاریخچه
در اواخر قرن شانزدهم ویلیام گیلبرت توصیفی را برای رفتار پدیده‌های مغناطیسی و الکترواستاتیک ارایه داد. وی مشاهده کرد که در حضور قطعه ای از کهربای باردار شده، قطره ای از آب به شکل یک مخروط تغییر یافته‌است. این اثر به روشنی با الکترواسپری‌ها مرتبط است، اگرچه گیلبرت هیچ گونه مشاهده ای در رابطه با پراکندگی مایع تحت تأثیر میدان الکتریکی ثبت نکرده‌است.
در سال ۱۷۵۰ فیزیکدان و روحانی فرانسوی ژان آنتوان (ابی) نولت مشاهده کرد که در صورت باردار کردن لوله ای و قرار دادن آن در مجاورت میدان الکتریکی، آب از درون لوله اسپری می می‌شود. وی همچنین بیان کرد به‌طور مشابه «شخصی که به یک ژنراتور ولتاژ متصل شده باشد، اگر بخواهد قسمتی از بدن خود را قطع کند، خون از زخم وی اسپری می‌شود».
در سال ۱۸۸۲، لرد ریلی از لحاظ نظری حداکثر میزان شارژ قطرات مایع را تخمین زد. این اکنون به عنوان «حد ریلی» شناخته شده‌است.
در سال ۱۹۱۴، جان زلنی کارهایی دربارهٔ رفتار قطرات سیال در انتهای مویرگهای شیشه ای منتشر کرد. این گزارش شواهد آزمایشی را برای چندین رژیم عملیاتی الکترواسپری (چکه کردن، ترکیدن، ضربان و مخروط جت) ارائه می‌دهد. چند سال بعد، Zeleny اولین بار از مایع پویا تصاویر تایم لپس گرفت.
بین سالهای ۱۹۶۴ و ۱۹۶۹ سر جفری اینگرام تیلور زیر بنای نظری الکترواسپرینگ را ارائه کرد. تیلور شکل مخروطی را که توسط قطرات سیال تحت تأثیر میدان الکتریکی شکل گرفته شبیه‌سازی کرد. این مشخصه شکلی قطره اکنون به مخروط تیلور معروف است. وی همچنین با JR Melcher «مدل عایق نشتی» برای هدایت مایعات را توسعه داد.

## کاربردها

### یونیزاسیون الکترواسپری
پس از اینکه گروه فن با موفقیت استفاده از آن را به عنوان منبع یونی برای تجزیه و تحلیل مولکولهای زیستی بزرگ نشان داد، الکترواسپری به عنوان منبع یونیزه سازی برای طیف‌سنجی جرمی مورد استفاده قرار گرفت.

### منبع یون فلز مایع
منبع یون فلزی مایع (LMIS) از الکترواسپری در رابطه با فلز مایع برای تشکیل یونها استفاده می‌کند. یون‌ها با تبخیر میدانی در نوک مخروط تیلور تولید می‌شوند. یون‌های منبع یون فلزی مایع در لانه گزینی یونی و در ابزارات پرتو یون متمرکز استفاده می‌شود.

### الکتروریسی
مشابه به الکتروریسی استاندارد، استفاده از ولتاژ بالا به محلول پلیمری می‌تواند منجر به شکل‌گیری هندسه مخروط جت شود. اگر جت به جای اینکه به قطرات کوچک تبدیل شود به الیاف بسیار ریز تبدیل می‌شود، این فرایند به عنوان الکتروریسیشناخته می‌شود.

### شلیک کننده‌های کلوئیدی
تکنیک‌های الکترواسپری به عنوان موتورهای موشکی پیشران برقی کم فشار برای کنترل ماهواره‌ها مورد استفاده قرار می‌گیرند.

### رسوب ذرات برای نانوساختارها
الکترواسپری ممکن است در فناوری نانو استفاده شود، به عنوان مثال برای رسوب ذرات منفرد بر روی سطوح. این کار با اسپری کردن کلوئیدها به‌طور متوسط که حاوی فقط یک ذره در هر قطره است انجام می‌شود. حلال تبخیر می‌شود و یک جریان ذرات معلق در هوا از ذرات منفرد از نوع مورد نظر باقی می‌ماند. خاصیت یونیزه کننده فرایند برای کاربرد بسیار مهم نیست اما ممکن است در رسوب الکترواستاتیک ذرات مورد استفاده قرار گیرد.

### رسوب یونها به عنوان پیشروهای نانوذرات و نانوساختارها
به جای رسوب نانوذرات، نانوذرات و نانوساختارها نیز می‌توانند در محل خود به واسطهٔ رسوب یون‌های فلزی به مکان‌های مورد نظر ساخته شوند. اعتقاد بر این بود که کاهش الکتروشیمیایی یونها به اتمها مکانیسم تشکیل ساختار نانو است.

### ساخت ناقلین دارو
الکترواسپری در زمینه دارورسانی توجهاتی را به خود جلب کرده‌است و از آن برای ساخت ناقلین دارو از جمله میکرو ذرات پلیمری که در سیستم ایمنی درمانی استفاده می‌شود و همچنین شبکه‌های لیپیدی که برای آزاد سازی اسید نوکلئیک استفاده می‌شود، استفاده شده‌است. ذرات دارویی کوچک‌تر از میکرومتر که توسط الکترواسپری ساخته شده انحلال پذیری بالایی دارند، بنابراین دسترسی به فراهمی زیستی را به دلیل افزایش سطح افزایش می‌دهد. در نتیجه عوارض جانبی داروها با همان میزان تأثیرگذاری اما در حجم کوچک‌تر می‌تواند کاهش می‌یابد.

### دستگاه تصفیه هوا
در بعضی از دستگاه‌های تصفیه هوا از الکترواسپری استفاده می‌شود. ذرات معلق در هوا می‌تواند با استفاده از الکترواسپری بادار شود، توسط یک میدان الکتریکی تحت تأثیر قرار می‌گیرد و روی یک الکترود زمینی جمع‌آوری شود. این رویکرد تولید ازن را که برای سایر انواع تصفیه کننده هوا متداول است به حداقل می‌رساند.